# Fernando de Leyba
Fernando de Leyba Vizcaigaña  (Ceuta, 24 de julio de 1734 - San Luis, Luisiana española , 28 de junio de 1780) fue un militar y político español. Ejerció como gobernador en la Alta Luisiana desde 1778 hasta su muerte.

## Biografía
Fue hijo de don Jerónimo de Leyba y Córdova y de doña Josefa Vizcaigaña. Ingresó en el ejército en 1752. Antes de ser trasladado a América estuvo en Orán. Su primer destino en América fue Cuba donde luchó, en el verano de 1762, durante la guerra de los Siete Años, en la conquista y defensa del Morro de La Habana, bajo las órdenes del entonces teniente coronel Luis de Unzaga y Amézaga y fue capturado en la batalla de La Habana. Luego de ser liberado fue ascendido a teniente.
Posteriormente ascenderá a capitán y será trasladado, en 1769 en el contingente de 2.000 hombres que comandaban Alejandro O'Reilly y Luis de Unzaga y Amézaga a la Luisiana española, allí fue nombrado en febrero de 1771, de nuevo bajo las órdenes del gobernador Luis de Unzaga y Amézaga, como comandante del Puesto de Arkansas en la Luisiana española. Se trataba de un extensísimo territorio, equivalente a un tercio de los actuales EE. UU., entonces gobernado por el general Unzaga, quien, tras los primeros incidentes de Boston, le ordenó a Leyba que le suministrara armas a los Osages y otros pueblos indígenas próximos al río Misisipi. El propósito de este apoyo era obtener una alianza en caso de que los colonos de las Trece Colonias se sublevaran ante el imperio británico. El fin último era la defensa de la extensa y escasamente poblada Luisiana española y el respaldo borbónico franco-español a los rebeldes contra el Imperio británico. Leyba, efectivamente, en 1772 suministró pólvora y armas a los indios aunque, en un principio, él no conocía aún los planes del gobernador Unzaga.  Posteriormente, Bernardo  de Gálvez, también malagueño y cuñado de Unzaga fue nombrado gobernador interino mientras Unzaga partía en 1777 a Caracas para crear la Capitanía general de Venezuela. Con la entrada de España en la guerra de Independencia de los EE. UU. Unzaga coordinó la ayuda a los EE. UU. desde La Habana. Tras la derrota británica, Unzaga elaboró en abril de 1783 los acuerdos preliminares con el príncipe Guillermo que darían lugar al Tratado de París (1783).
En la milicia de la Luisiana, dentro del Regimiento de la Capitanía de La Habana, también destacará otro ceutí, Joaquín Osorno, también concuñado de los malagueños Unzaga y Gálvez. Fernando de Leyba pivotará por su valentía durante la Revolución americana bajo las órdenes directas, esta vez, de Gálvez.
Don Bernardo de Gálvez y Madrid, gobernador interino de Luisiana en Nueva Orleans, le ordenó mantenerle informado de los sucesos que estaban teniendo lugar en la guerra de Independencia de los Estados Unidos y encargarse de la correspondencia secreta con un jefe estadounidense.
Leyba conoció a George Rogers Clark apenas dos meses más tarde, cuando Clark, recién obtenida su victoria en Kaskaskia, visitó San Luis de Ilinueses desde donde el español ejercía como gobernador. Temiendo un ataque desde Detroit, Clark sugirió a Leyba fortificar la ciudad, el cual se lo comunicó a Gálvez. Debido a que en el conflicto, aún no abiertamente declarado, entre España y Gran Bretaña los recursos del Imperio español se estaban destinando a otros puntos, este se vio obligado a informarle de que debería emprender la fortificación por sus propios medios.
La guerra con los británicos fue declarada a comienzos de 1780 y el ataque sobre San Luis tuvo finalmente lugar el 26 de mayo. Leyba se las había arreglado para recaudar cierto dinero, la mitad de su propio bolsillo, para empezar a construir el fuerte de San Carlos. No obstante, su estado de endeudamiento le impidió completar el proyecto y, llegado el momento del combate, solo una torre y parte de una segunda estaban en pie. A pesar de las escasas defensas, la resistencia de los pocos soldados regulares españoles junto a la milicia local consiguió repeler el ataque británico, los cuales, antes de retirarse arrasaron las granjas circundantes. 
Ya en aquel momento, la salud de De Leyba era significativamente mala y el 28 de junio falleció. El informe de sus acciones le llegó a Gálvez tras su muerte y el general, profundamente impresionado, le concedió a título póstumo el rango de teniente coronel.